# Doudou N'diaye Rose
Pour les articles homonymes, voir Mamadou N'Diaye, N'diaye et Rose.
Doudou N'diaye Rose – de son vrai nom Mamadou N'diaye – était un musicien percussionniste sénégalais, né le 28 juillet 1930 à Dakar et décédé  le 19 août 2015 dans la même ville.
Il est issu d'une famille de griots et consacre sa vie au tambour.
C'est l'un des musiciens africains les plus célèbres du XXe siècle, « le mathématicien des rythmes, le grand maître des tambours, capable de diriger cent batteurs sur plusieurs rythmes en même temps ». Il est classé par l'UNESCO « Trésor humain vivant » en 2006.
Son instrument de prédilection était le sabar traditionnel, ainsi que ses nombreuses variantes (saourouba, assicot, bougarabou, meung meung, lamb, n'der, gorom babass et khine).

## Biographie
Né le 28 juillet 1930 à Dakar, plus exactement dans un ancien quartier appelé Kaye Findive (l'actuelle Médina), il est issu d'une famille de griots. Son père qui est comptable ne l'encourage pas particulièrement dans cette voie. Cependant il manifeste son intérêt pour les percussions traditionnelles africaines dès l'âge de sept ans et a la chance de rencontrer El hadj Mada Seck, le meilleur tambour-major du pays, qui sera son maître pendant plusieurs années. Néanmoins il fréquente l'école française et travaille d'abord comme soudeur.
Passionné de cinéma, il va aussi voir, dans les années 1950, tous les films de Tino Rossi. L'orchestre symphonique, les cinquante violons et violoncelles qui accompagnent le chanteur l'impressionnent et il rêve d'en faire autant, à sa manière, dans son pays.
En 1959, il est remarqué par Joséphine Baker venue à Dakar, qui aurait confirmé sa vocation en lui disant : « Tu seras un grand batteur ».
L'occasion de se distinguer lui est donnée le 4 avril 1960 – jour de l'indépendance du Sénégal – lorsqu'il joue devant le président Senghor, dans le grand stade de Dakar, accompagné de 110 tambourinaires. Il entreprend alors un périple à travers le pays afin de consulter les anciens et bénéficier de leur connaissance des rythmes traditionnels.
Il exerce plus tard comme pédagogue de rythmique à l'Institut national des arts de Dakar et sera chef-tambour des Ballets nationaux, au point d'être remarqué par le chorégraphe Maurice Béjart.
En 1974, il apparaît sur l'album d'un nouveau groupe québécois Toubabou Le Blé et le Mil, enregistré "En concert à la Superfrancofête" le 24 août 1974 à Québec, avec le percussionniste Michel Séguin et la chanteuse Lise Cousineau, deux des membres du collectif Ville Émard Blues Band.
On le découvre en France en 1986 lorsque Doudou N'diaye Rose se produit lors du festival Nancy Jazz Pulsations, avec sa troupe composée d'une cinquantaine de batteurs. Il conquiert alors une notoriété au niveau international. En 1988 il collabore comme percussionniste à la bande-son de Peter Gabriel pour le film La Dernière Tentation du Christ de Martin Scorsese. L'année suivante il participe à Paris aux manifestations du Bicentenaire de la Révolution française, puis monte sur la scène du Zénith avec France Gall.
En 1993 il est aux percussions sur une pièce de l'album Again de Alan Stivell. Il s'est également produit avec Dizzy Gillespie, Miles Davis, les Rolling Stones, Peter Gabriel et Kodo, un groupe de percussions japonais.
Il revient au cinéma en 2000 et compose la musique du film Karmen Geï du cinéaste sénégalais Joseph Gaï Ramaka, un long métrage inspiré de la nouvelle de Prosper Mérimée, dans lequel il joue aussi son propre rôle.
En 2005 la carrière de ce griot talentueux qui a créé des centaines de rythmes et inventé de nouveaux instruments de percussion est couronnée dans son pays avec éclat lors du deuxième Gala de Reconnaissance.
En 2007, il est crédité sur l'album Year Zero Remixed du groupe de rock industriel américain Nine Inch Nails pour un remix de la  chanson The Warning en collaboration avec Stefan Goodchild.
Compositeur et chercheur, il a inventé sans cesse de nouveaux rythmes dont celui de l'hymne national.
Il a créé la première école de percussion à Dakar où il enseigne les rythmes et forme pour la première fois un orchestre de femmes qui « battent tambour ».
Il meurt le 19 août 2015 à l'âge de 85 ans, 24 heures après la mort de son ami et frère, Vieux Sing Faye,il est inhumé a Dakar dans le cimetière musulman de Yoff.

## Discographie
Son album le plus connu est probablement Djabote (Real World CDRW43), qui comprend 12 titres enregistrés sur l'île de Gorée en mars 1991. L'enregistrement, réalisé par Eric Serra en une semaine, réunissait son groupe de cinquante tambours et la chorale de Julien Jouga, un chœur réunissant quatre-vingts interprètes, exclusivement des femmes.

### Solo ou avec un groupe
- 1986 : Sabar
- 1992 : Djabote
- 2000 : Dakar - Publié sous le vocable "Bagad Men Ha Tan & Doudou N'Diaye Rose"
- 2004 : Mix (Live) - Publié sous le vocable "L'Ensemble* / Doudou N'Diaye Rose et Les Batteurs De Dakar / Percussions Claviers De Lyon"

### Collaborations
- 1974 : Album Le Blé et le Mil de Toubabou - Enregistré "En concert à la Superfrancofête" le 24 août 1974 à Québec
- 1986 : Album Voleur de feu de Bernard Lavilliers - Percussions sur le titre Seigneur de guerre
- 1989 : Album Passion de Peter Gabriel (Bande Originale du film La Dernière Tentation du Christ de Martin Scorsese)
- 1991 : Album Illicite de Jacques Higelin - avec la chorale Julien Jouga : tambours et voix sur le titre Criez priez
- 1992 : Album Us de Peter Gabriel - Boucles sur Secret World
- 1993 : Album Again d'Alan Stivell - Percussions sur le titre Suite Irlandaise
- 1994 : Album Cinema's de Michel Portal - Percussions sur le titre Yeelen
- 1996 : Album Versions Jane de Jane Birkin - Arrangements et percussions sur le titre Couleur café
- 1998 : Album Live At Vooruit de Aka Moon
- 2001 : Album 25 Ans de Omar Pène & Le Super Diamono De Dakar - Percussions sous son vrai nom, Mamadou N'Diaye
- 2002 : Album  Long Walk Home de Peter Gabriel - Boucles sur le titre Go Away, Mr. Evans (Bande Originale du film Le Chemin de la liberté) de Phillip Noyce)
- 2004 : Album Le mystère celte rencontre la magie africaine de KeltiAfrica - Percussions sur deux titres
- 2007 : Album Year Zero Remixed de Nine Inch Nails - Remix de The Warning

### Filmographie
- Djabote. Doudou N'diaye Rose, Béatrice Soulé et Éric Millot, 1991, 40 minutes
- Doudou Ndiaye Rose, Chef Tambour Major, produit par Beatrice Soulé et réalisé par Jean-Pierre Janssen, 1986, 52 minutes